# 考文垂足球俱乐部
高雲地利城足球會（英語：Coventry City Football Club，发音为/ˈkʌvəntri, ˈkɒv- ˈsɪti/），是位於英格蘭中西部西密德蘭科芬特里的職業足球隊，成立於1883年，現時於英格蘭足球聯賽系統的第二級別英冠作賽，主場為高雲地利建房合作社運動場（Coventry Building Society Arena）。球隊曾經於頂級聯賽角逐三十四個球季，亦是英超的創始成員，但自2000/01球季降班後，便一直於低組別聯賽角逐，未能重返頂級聯賽。

## 球會歷史
高雲地利在1967年升上舊英格蘭甲組聯賽後，在頂級聯賽角逐超過三十年，是英超的創始成員，也曾在1986/87年球季獲得英格蘭足總盃賽事錦標。2001年考文垂護級失敗降至當時第二級的英甲聯賽（英冠聯賽前身），至2011/12年球季一直受到財困困擾，最終降班到第三級的英格蘭足球甲級聯賽作賽。2016/17年度球季，高雲地利只取得英甲聯賽第廿三名，來屆降班至英乙作賽；翌屆球隊於英乙以第六完成，更先後於升班附加賽擊敗諾士郡及埃克塞特，旋即重返英甲作賽。
2019/20年度英甲聯賽，因受新冠肺炎疫情影響，在2020年3月中旬開始暫停，並在2020年6月決定腰斬球季，各球隊以停賽前每場比賽的平均得分決定排名。在停賽時位處英甲榜首的高雲地利，因此成為本季英甲聯賽冠軍，來季升至英冠比賽。
2022/23年度球季，高雲地利取得英冠第五名，獲得升班附加賽資格，並在附加賽準決賽淘汰米杜士堡，晉級決賽。決賽中高雲地利連連加時賽與盧頓打成1-1平手，在互射十二碼以5-6不敵對手，喪失回升英超的機會。
2023/24年度球季，高雲地利在足總盃爆冷擊敗英超球隊狼隊晉級四強，最終在四強僅以互射十二碼被曼聯淘汰。

## 大事紀年
| 年 份   | 事 項                                                                                          |
| ------- | ---------------------------------------------------------------------------------------------- |
| 1883    | “勝加斯”（Singers）工廠的員工以公司名稱成立足球隊                                              |
| 1894-95 | 加入伯明翰及鄰近地區聯賽（Birmingham & District League）                                             |
| 1898    | 更名                                                                                           |
| 1908-09 | 加入南部甲組聯賽                                                                               |
| 1914    | 南部甲組聯賽排第廿位，降級南部乙組                                                             |
| 1919-20 | 戰後獲選進入足球聯盟乙組聯賽                                                                   |
| 1925    | 乙組聯賽排第廿二位，降級北區丙組                                                               |
| 1926-27 | 轉往南區丙組                                                                                   |
| 1933-34 | 南部丙區聯賽亞軍                                                                               |
| 1935-36 | 南區丙組聯賽冠軍，升級乙組                                                                     |
| 1952    | 乙組聯賽排第廿一位，降級南區丙組                                                               |
| 1958-59 | 加入聯賽重組後的丁組。丁組聯賽亞軍，升級丙組                                                   |
| 1963-64 | 丙組聯賽冠軍，升級乙組                                                                         |
| 1966-67 | 乙組聯賽冠軍，升級甲組                                                                         |
| 1980-81 | 聯賽盃晉身四強                                                                                 |
| 1986-87 | 決賽3-2擊敗，足總盃冠軍                                                                        |
| 1989-90 | 聯賽盃晉身四強                                                                                 |
| 1992-93 | 超聯創始成員                                                                                   |
| 1996    | 超聯僅以較佳得失球差壓倒曼城（降級）及排第十六位，不用降級                                     |
| 2001    | 超聯排第十九位，降級甲組〈II〉                                                                 |
| 2004-05 | 甲組〈II〉更名“英冠聯賽”                                                                       |
| 2011-12 | 英冠聯賽排廿三位，降班英甲聯賽                                                                 |
| 2013-14 | 進行債務重組，被扣十分                                                                         |
| 2016-17 | 決賽2-1擊敗牛津聯，聯賽錦標冠軍；英甲聯賽排第廿三位，降班英乙聯賽                              |
| 2017-18 | 英乙聯賽排第六位，附加賽準決賽兩回合累計5-2淘汰諾士郡，溫布萊決賽3-1擊敗埃克塞特，升班英甲聯賽 |
| 2019–20 | 英甲聯賽冠軍，升班英冠聯賽                                                                     |
| 2022–23 | 英冠聯賽排第五位，附加賽準決賽兩回合累計1-0淘汰，溫布萊決賽1-1，互射十二碼5-6負於盧頓          |
| 2023-24 | 足總盃晉身四強                                                                                 |

## 球會近況
- 2023年12月4日，行政總裁戴夫·波迪（英语：David Boddy）（Dave Boddy）宣布將於明年一月底離職，結束七年任期[1]。
- 2023年12月5日，前諾定咸森林首席營運總監約翰·泰萊（John Taylor）加盟，出任首席營運總監，接替即將離任的行政總裁戴夫·波迪（英语：David Boddy）（Dave Boddy）的職務[2]。
- 2024年3月13日，一隊教練丹尼斯·羅倫士（Dennis Lawrence）宣布離隊，加盟美職聯球隊明尼蘇達聯出任助教[3]。
- 2024年5月9日，隊長（Liam Kelly）宣布將於季尾離隊，結束七季效力[4]。

### 盃賽成績
| 圈數       | 日期          | 主／客                | 對賽球隊   | 比數                      |
| 聯 賽 盃   | 聯 賽 盃      | 聯 賽 盃              | 聯 賽 盃   | 聯 賽 盃                  |
| ---------- | ------------- | --------------------- | ---------- | ------------------------- |
| 第一圈     | 2023年8月9日  | 客                    | AFC溫布頓  | 負1 - 2                   |
| 足 總 盃   |               |                       |            |                           |
| 第三圈     | 2024年1月6日  | 主                    | 牛津聯     | 勝6 - 2                   |
| 第四圈     | 2024年1月26日 | 客                    | 錫周三     | 和1 - 1                   |
| 第四圈重賽 | 2024年2月6日  | 主                    | 錫周三     | 勝4 - 1                   |
| 第五圈     | 2024年2月26日 | 主                    | 梅德士東聯 | 勝5 - 0                   |
| 八強       | 2024年3月16日 | 客                    | 狼隊       | 勝3 - 2                   |
| 四強       | 2024年4月21日 | 中立場 （溫布萊球場） | 曼聯       | 和3 - 3 （十二碼）負2 - 4 |

## 主場球場

### 理光運動場

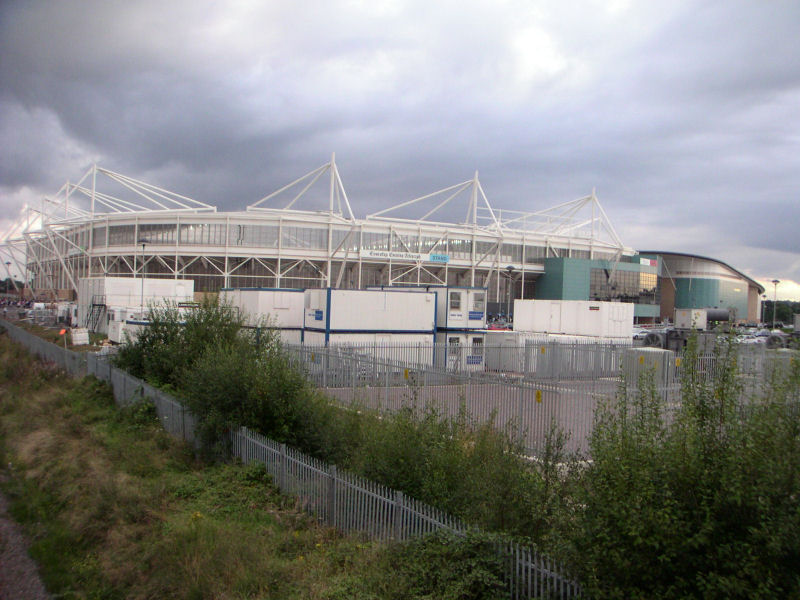
理光運動場外觀

在2005-06賽季高雲地利終於搬離使用了106年的夏菲特路球場，遷入可容32,000觀眾的理光運動場（Ricoh Arena）。
在1998年高雲地利計劃在市區北部的富利斯希爾（Foleshill）興建新球場，原先設計為42,000座擁有開合天蓋及移動草坪（在舉行音樂會時保護草地），但隨著高雲地利在2001年降級及英格蘭競逐2006年世界盃決賽周主辦權失敗而更改，主要贊助商積架汽車原為當地著名工業，於1999年為福特汽車併購，因關閉在當地的工廠更在2004年12月16日退出，使球場工程一度停頓，幸好高雲地利找到新贊助商日本的光學製造商理光（包括10年命名權的贊助合約高達1,000萬英鎊）及高雲地利市議會大力資助，工程得以順利進行。整項工程包括32,000座的運動場、展覽館、酒店及賭場。
因工程延誤，高雲地利要在2005/06賽季開始時更改賽程，首三輪比賽作客，終於在2005年8月20日於理光運動場舉行首場比賽，以3-0挫敗，展開球場新一頁。
2020年7月，高雲地利確認他們與华威大学合作，將為新體育場提供土地。
2021年3月，高雲地利宣佈他們與理光運動場業主達成達成一項為期十年的協議，將從2021/22球季開始重新以理光運動場作為主場。
2021年5月5日，理光運動場首次更名為高雲地利建築協會運動場。作為與高雲地利建築協會簽訂的10年冠名權協議的一部分，更名將於2021年7月生效。

### 聖安德魯斯球場
聖安德魯斯球場（St Andrew's）位於英格蘭內小希夫（Small Heath）地區，距離市中心東南約1.5英哩，處於工廠、鐵路與民居之間，自1906年12月伯明翰足球會遷入後一直是球會的主場球場，可容納29,409人。
2019年6月7日，由於球會未能與理光運動場業主達成新租用協議，不能在新球季繼續使用理光運動場作為主場，因此球會決定2019/20球季與伯明翰共用聖安德魯斯球場作為主場。2020年7月25日，球會再度未能與理光體育場業主達成租用協議，因此決定2020/21球季繼續與伯明翰共用聖安德魯斯球場作為主場。

### 錫斯菲爾斯球場
錫斯菲爾斯球場（Sixfields Stadium）是位於英格蘭北安普顿市中心以西1英哩錫斯菲爾斯地區的 7,653座全坐席運動場，自1994年10月諾咸頓城足球會遷入後一直是球會的主場球場。
2013年3月28日，由於高雲地利城與理光運動場業主發生租務糾紛被指欠租一年，拖欠金額高達130萬英鎊而鬧上高院，被裁定進入財務接管，英格蘭足球聯賽賽會隨即依例扣減10分，球隊由第10位降至第15位，但可於7天內提出上訴。同年7月3日，據報高雲地利城在未來三季租用位於34英哩外的錫斯菲爾斯與諾咸頓城共用作為主場，並於7月8日獲得英格蘭足球聯賽批准。2014年8月14日，英格蘭足球聯賽月初裁定高雲地利城需要支付糾纏多年的欠租予理光運動場營運單位「ACL」，球會於限期前清付471,192英鎊。2014年8月21日，高雲地利城宣佈與理光運動場營運單位達成兩年租用協議，球隊重返考文垂作賽，首場賽事是於9月5日對的聯賽，協議更可以延長至2018年。

### 夏菲特路球場
高雲地利自1899年開始採用夏菲特路球場（Highfield Road）作為主場球場，但一直等到1937年才購入成為自置物業。夏菲特路歷史多采多姿，二次大戰遭到空襲、1968年主看台因火警被焚燬、1983年成為全英格蘭首座全座席球場，容量約25,000觀眾，球場改建工程直到1990年代中期完成。夏菲特路在2005年4月30日舉行最後一場比賽，高雲地利以6-2大勝作為夏菲特路百年歷史的結束。

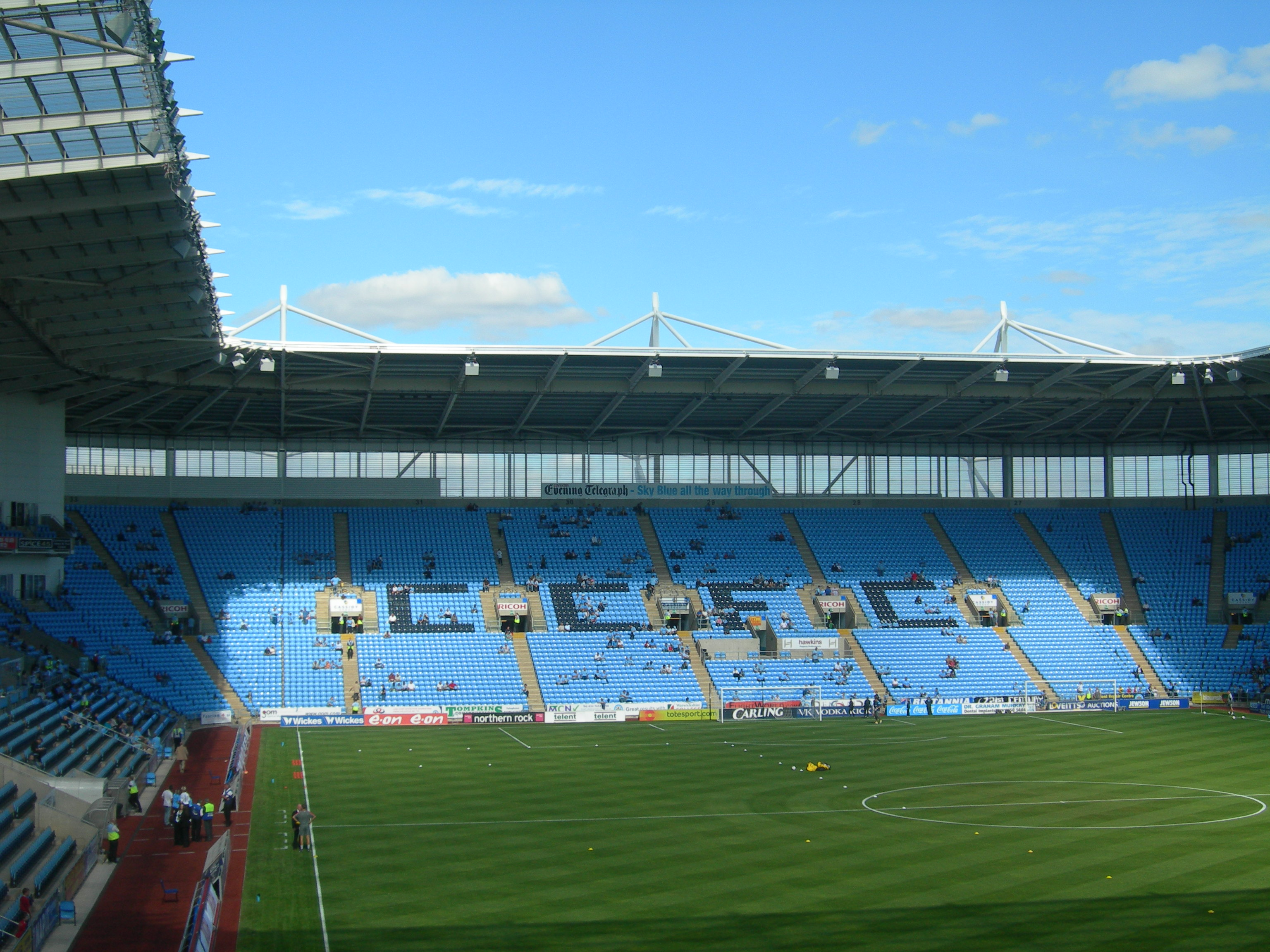
理光運動場內觀
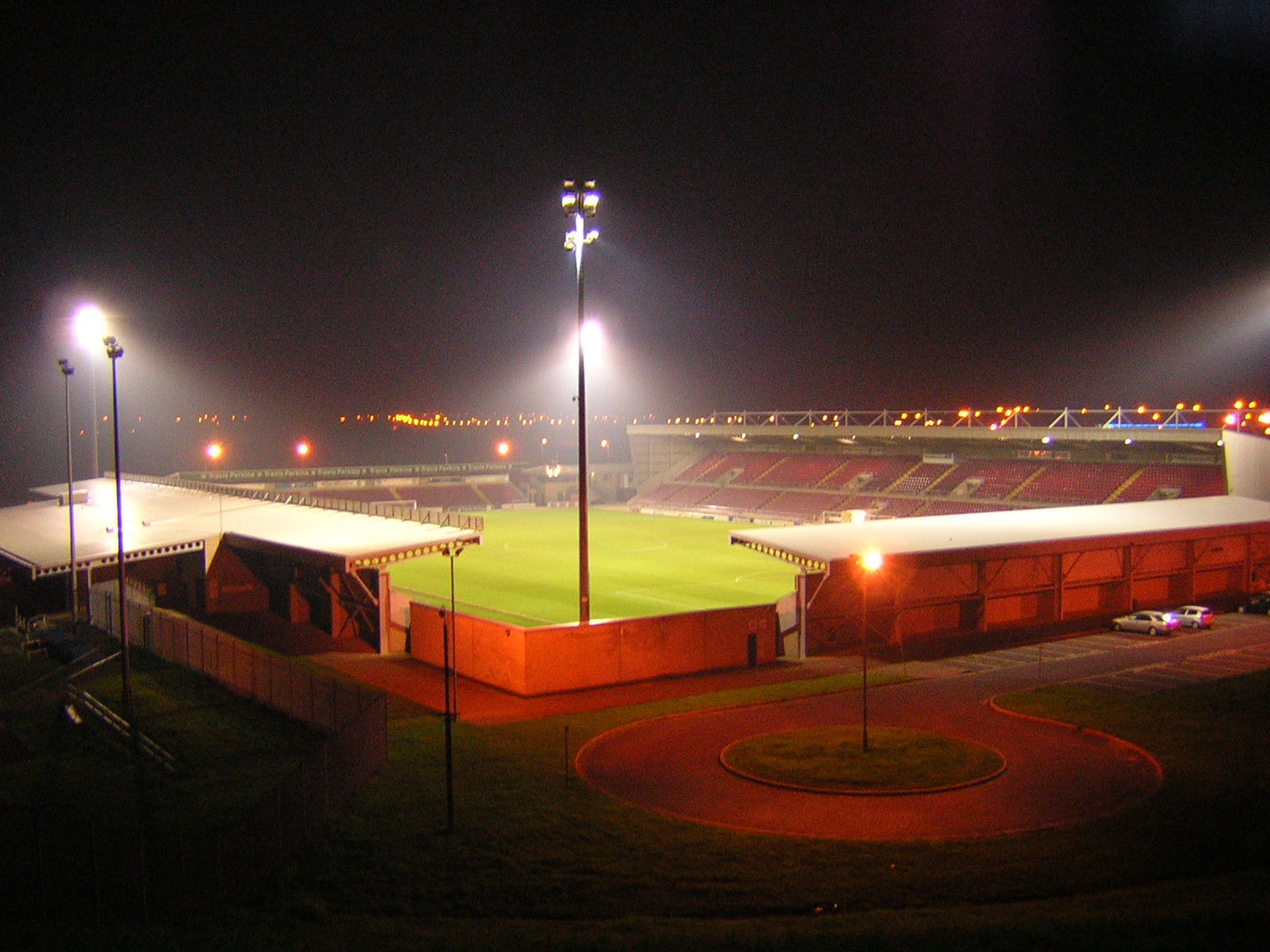
錫斯菲爾斯球場
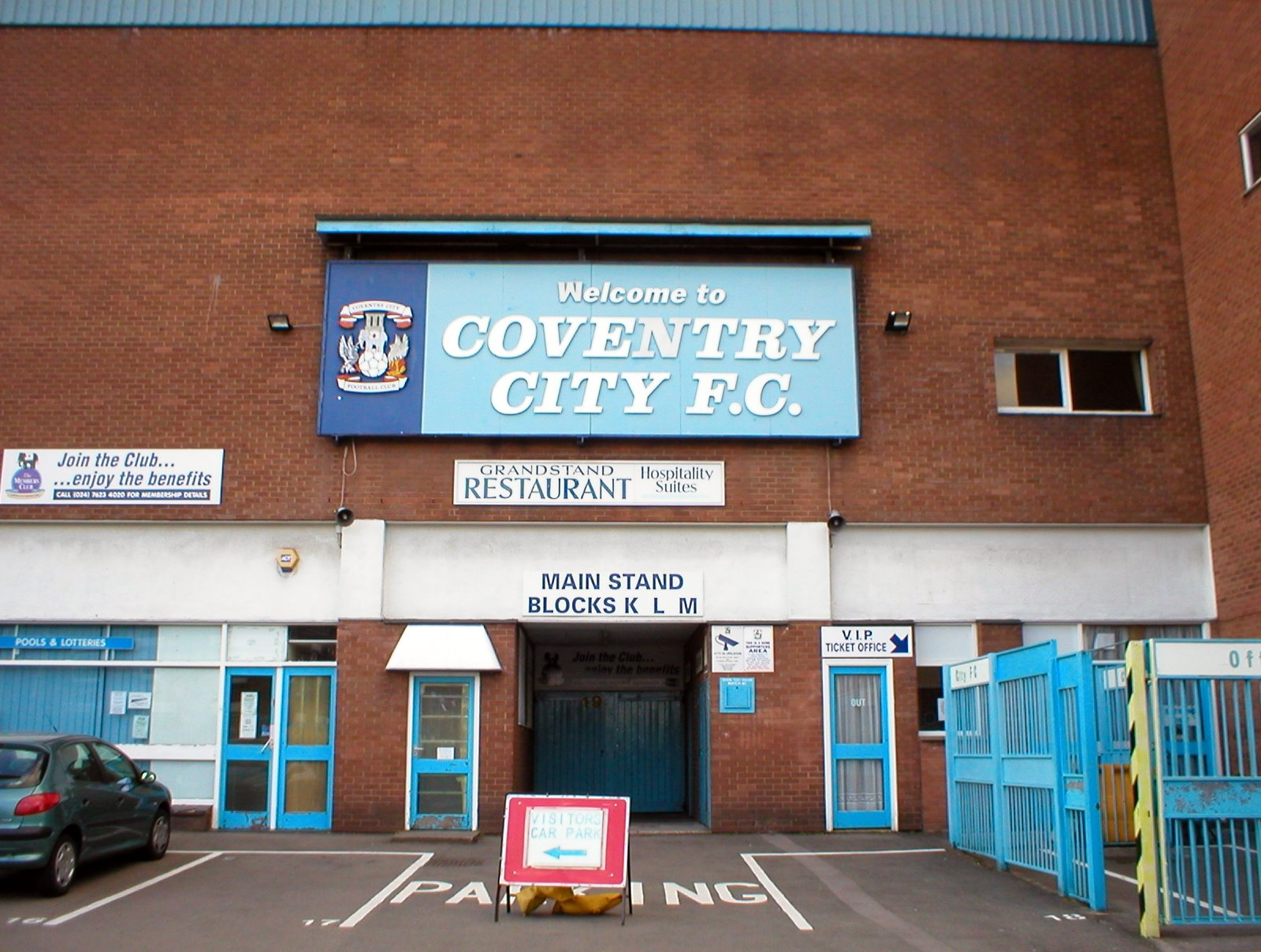
已拆卸的夏菲特路球場

## 球會榮譽
| 榮譽                      | 次數        | 年度                               |
| 聯 賽 比 賽               | 聯 賽 比 賽 | 聯 賽 比 賽                        |
| ------------------------- | ----------- | ---------------------------------- |
| 乙組〈II〉聯賽 冠軍       | 1           | 1966/1967                          |
| 丙組〈III〉聯賽 冠軍      | 1           | 1963/1964                          |
| 甲組〈III〉聯賽 冠軍      | 1           | 2019/2020                          |
| 南區丙組〈III〉聯賽 冠軍  | 1           | 1935/1936                          |
| 丁組〈IV〉聯賽 亞軍       | 1           | 1958/1959                          |
| 乙組〈IV〉聯賽 附加賽冠軍 | 1           | 2017/2018                          |
| 杯 賽 比 賽               |             |                                    |
| 足總杯 冠軍               | 1           | 1986/87                            |
| 聯賽錦標 冠軍             | 1           | 2016/17                            |
| 社區盾 亞軍               | 1           | 1987                               |
| 足總青年杯 冠軍           | 1           | 1986/87                            |
| 足總青年杯 亞軍           | 4           | 1967/68﹑1969/70﹑1998/99﹑1999/00 |

## 球員名單
更新日期：2024年5月11日 (六) 19:23 (UTC) 
粗體字為新加盟球員 

### 目前效力（2024/25）
| 編號  | 國籍   | 球員名字                                | 位置          | 出生日期       | 加盟年份 | 前屬球會   | 身價      |
| 門 將 | 門 將  | 門 將                                   | 門 將         | 門 將          | 門 將    | 門 將      | 門 將     |
| ----- | ------ | --------------------------------------- | ------------- | -------------- | -------- | ---------- | --------- |
| 13    | 英格兰 | （Ben Wilson）                          | 門將          | 1992年8月9日   | 2019     | 巴拉福特   | 自由轉會  |
| 40    | 英格兰 | 巴特利·哥連斯（Bradley Collins）        | 門將          | 1997年2月18日  | 2023     | 班士利     | 無透露    |
| 後 衛 |        |                                         |               |                |          |            |           |
| 3     | 威尔士 | 積·達施華（Jay Dasilva）                | 左閘/左翼衛   | 1998年4月22日  | 2023     | 布里斯托城 | 自由轉會  |
| 4     | 英格兰 | 波比·湯馬士（Bobby Thomas）             | 中堅          | 2001年1月30日  | 2023     | 般尼       | 無透露    |
| 15    | 英格兰 | 利安·傑治廷（Liam Kitching）            | 中堅/左閘     | 1999年9月25日  | 2023     | 班士利     | 無透露    |
| 21    | 英格兰 | （Jake Bidwell）                        | 左閘/左翼衛   | 1993年3月21日  | 2022     | 史雲斯     | 免費      |
| 22    | 牙买加 | 祖爾·拿迪比奧戴利（Joel Latibeaudiere） | 中堅/右閘     | 2000年1月6日   | 2023     | 史雲斯     | 無透露1   |
| 27    | 荷兰   | 米蘭·雲伊韋積（Milan van Ewijk）        | 右閘/右翼衛   | 2000年9月8日   | 2023     | 海倫芬     | 無透露    |
| 中 場 |        |                                         |               |                |          |            |           |
| 7     | 日本   | （Tatsuhiro Sakamoto）                  | 右翼/攻中     | 1996年10月22日 | 2023     | 奧斯坦德   | 無透露    |
| 8     | 英格兰 | （Jamie Allen）                         | 中場/攻中     | 1995年1月29日  | 2019     | 伯頓       | 無透露    |
| 10    | 英格兰 | 哥林·奧夏利（Callum O'Hare）            | 攻中/中場     | 1998年5月1日   | 2020     | 阿士東維拉 | 自由轉會  |
| 14    | 英格兰 | 賓·舒夫（Ben Sheaf）                    | 防中/中場     | 1998年2月5日   | 2021     | 阿仙奴     | 無透露    |
| 28    | 英格兰 | 祖殊·艾卡斯（Josh Eccles）              | 防中/右翼衛   | 2000年4月6日   | 2018     | 青年軍     | --        |
| 29    | 丹麦   | 域陀·托普（Victor Torp）                | 中場/攻中     | 1999年7月30日  | 2024     | 薩普斯堡   | 無透露    |
| 32    | 蘇格蘭 | 積·布洛斯（Jack Burroughs）             | 右翼衛/左翼衛 | 2001年3月21日  | 2019     | 青年軍     | --        |
| 36    | 威尔士 | 賴恩·豪利（Ryan Howley）                | 中場/防中     | 2003年11月23日 | 2020     | 青年軍     | --        |
| 45    | 牙买加 | 卡斯·龐馬（Kasey Palmer）               | 攻中/翼鋒     | 1996年11月9日  | 2022     | 布里斯托城 | 無透露    |
| 前 鋒 |        |                                         |               |                |          |            |           |
| 9     | 英格兰 | （Ellis Simms）                         | 前鋒          | 2001年1月5日   | 2023     | 愛華頓     | 無透露    |
| 11    | 美国   | （Haji Wright）                         | 前鋒/左翼     | 1998年3月27日  | 2023     | 安塔利亞   | 900萬歐元 |
| 24    | 英格兰 | 馬特·葛頓（Matt Godden）                | 前鋒          | 1991年7月29日  | 2019     | 彼德堡     | 無透露    |
| 30    | 英格兰 | 法比奧·泰華利斯（Fábio Tavares）        | 前鋒/翼鋒     | 2001年1月22日  | 2021     | 羅奇代爾   | 無透露    |
| --    | 英格兰 | 艾芙朗·美臣-奇勒（Ephron Mason-Clark）  | 翼鋒/前鋒     | 1999年8月25日  | 2024     | 彼德堡     | 無透露    |

^  注解1： 據報約50萬鎊。

### 離隊球員（2024/25）
| 編號             | 國籍             | 球員名字                    | 位置             | 出生日期         | 加盟年份         | 加盟球會         | 身價             |
| 2024年夏季轉會窗 | 2024年夏季轉會窗 | 2024年夏季轉會窗            | 2024年夏季轉會窗 | 2024年夏季轉會窗 | 2024年夏季轉會窗 | 2024年夏季轉會窗 | 2024年夏季轉會窗 |
| ---------------- | ---------------- | --------------------------- | ---------------- | ---------------- | ---------------- | ---------------- | ---------------- |
| 1                | 英格兰           | 西蒙·摩亞（Simon Moore）    | 門將             | 1990年5月19日    | 2021             | --               | 季後放棄         |
| 6                | 蘇格蘭           | （Liam Kelly）              | 防中/中場        | 1990年2月10日    | 2017             | --               | 季後放棄         |
| 借 用 歸 還      |                  |                             |                  |                  |                  |                  |                  |
| 2                | 英格兰           | 路爾斯·賓克斯（Luis Binks） | 中堅             | 2001年9月2日     | 2023             | 博洛尼亞         | 借用歸還         |

## 著名球星
{{columns-list|2|
- （Craig Bellamy）
- （George Boateng）
- （David Busst）
- （Dion Dublin）
- （John Hartson）
- （Darren Huckerby）
- （Tommy Hutchison）
- （Robbie Keane）
- （Chris Kirkland）
- （Gary McAllister）
- （Roland Nilsson）
- （Steve Ogrizovic）
- （Stuart Pearce）
- （Cyrille Regis）
- （Kevin Richardson）
- （Steve Staunton）
- （Gordon Strachan）
- （Ian St. John）
- （Viktor Gyökeres）